# HMCS Asbestos (K358)
HMCS Asbestos (K358) je bila korveta izboljšanega razreda Flower, ki je med drugo svetovno vojno plula pod zastavo Kraljeve kanadske vojne mornarice.

## Zgodovina
Ladjo so marca 1949 razrezali v New Orleansu.